# Велько Булаїч
Велько Булаїч (хорв. Veljko Bulajić; 22 березня 1928, Вілусі, Никшич — 2 квітня 2024) — хорватський і чорногорський режисер.

## Кар'єра
З 1952 працював у кіно. Поставив художні фільми: «Поїзд поза розкладом» (1959), «Війна» (1960), «Клекоче місто» (1961), «Подивися в зіницю сонця» (1966); зняв документальний фільм «Скопле 1963» (1963). Серед найкращих робіт Булаїча — фільми «Козара» (1962) і «Битва на Неретві» (1969), присвячених Руху Опору в Югославії.
Ряду фільмів Булаїча присуджені премії на міжнародних кінофестивалях у Венеції, національному фестивалі у Пулі.
2009 року отримав Премію Владимира Назора за значні досягнення у сфері кінематографу.